# Mistrzostwa Świata w Kajakarstwie 1993
25. Mistrzostwa świata w kajakarstwie odbyły się w dniach 25–29 sierpnia 1993 w Kopenhadze.
Rozegrano 17 konkurencji męskich i 5 kobiecych. Mężczyźni startowali w kanadyjkach jedynkach (C-1), dwójkach (C-2) i czwórkach (C-4) oraz w kajakach jedynkach (K-1), dwójkach (K-2) i czwórkach (K-4), zaś kobiety w kajakach jedynkach, dwójkach i czwórkach. Liczba i rodzaj konkurencji nie zmieniły się od poprzednich mistrzostw. Po raz ostatni odbyły się wyścigi na dystansach 10 000 metrów (mężczyzn) i 5000 metrów (kobiet).
Po raz pierwszy wystąpiły reprezentacje Czech, Słowacji i państw powstałych po rozpadzie Związku Radzieckiego.
Pierwsze miejsce w klasyfikacji medalowej wywalczyli reprezentanci Niemiec.

## Medaliści

### Mężczyźni

#### Kanadyjki
| Konkurencja: | Złoto:                                                                  | Rezultat | Srebro:                                                                                | Rezultat | Brąz:                                                                                      | Rezultat |
| C-1 500 m    | Nikołaj Buchałow                                                        | 1:54,02  | György Kolonics                                                                        | 1:55,33  | Stephen Giles                                                                              | 1:56,16  |
| C-1 1000 m   | Ivans Klementjevs                                                       | 4:11,20  | Victor Partnoi                                                                         | 4:13,04  | Matthias Röder                                                                             | 4:13,25  |
| C-1 10 000 m | Zsolt Bohács                                                            | 47:11,29 | Pavel Bednář                                                                           | 47:18,94 | Andreas Dittmer                                                                            | 47:25,99 |
| C-2 500 m    | Węgry · György Kolonics · Csaba Horváth                                 | 1:46,40  | Dania · Arne Nielsson · Christian Frederiksen                                          | 1:46,92  | Niemcy · Andreas Dittmer · Gunar Kirchbach                                                 | 1:47,65  |
| C-2 1000 m   | Dania · Arne Nielsson · Christian Frederiksen                           | 3:49,52  | Francja · Olivier Boivin · Didier Hoyer                                                | 3:51,22  | Niemcy · Ulrich Papke · Ingo Spelly                                                        | 3:51,64  |
| C-2 10 000 m | Dania · Arne Nielsson · Christian Frederiksen                           | 42:18,58 | Wielka Brytania · Andrew Train · Stephen Train                                         | 42:26,33 | Ukraina · Wiktor Dobrotworski · Andrij Bałabanow                                           | 42:28,77 |
| C-4 500 m    | Węgry · Gáspár Boldizsár · Ferenc Novák · Ervin Hoffmann · Attila Szabó | 1:33,95  | Rosja · Andriej Kabanow · Siergiej Cziemierow · Pawieł Konowałow · Aleksandr Kostogłod | 1:35,53  | Czechy · Petr Procházka · Roman Dittrich · Waldemar Fibigr · Tomáš Křivánek                | 1:35,86  |
| C-4 1000 m   | Węgry · Imre Pulai · Tibor Takács · Zsolt Bohács · György Kolonics      | 3:30,67  | Rosja · Andriej Kabanow · Siergiej Cziemierow · Pawieł Konowałow · Aleksandr Kostogłod | 3:33,40  | Ukraina · Wiktor Dobrotworski · Serhij Osadczy · Ołeksandr Kałynyczenko · Andrij Bałabanow | 3:33,62  |

#### Kajaki
| Konkurencja: | Złoto:                                                                         | Rezultat | Srebro:                                                                        | Rezultat | Brąz:                                                                                  | Rezultat |
| K-1 500 m    | Mikko Kolehmainen                                                              | 1:41,96  | Renn Crichlow                                                                  | 1:42,37  | Daniel Collins                                                                         | 1:42,67  |
| K-1 1000 m   | Knut Holmann                                                                   | 3:42,49  | Thor Nielsen                                                                   | 3:44,13  | Marin Popescu                                                                          | 3:44,70  |
| K-1 10 000 m | Thor Nielsen                                                                   | 42:12,07 | Knut Holmann                                                                   | 42:12,81 | Attila Szabó                                                                           | 42:14,41 |
| K-2 500 m    | Niemcy · Kay Bluhm · Torsten Gutsche                                           | 1:32,77  | Polska · Wojciech Kurpiewski · Maciej Freimut                                  | 1:33,77  | Hiszpania · Juan José Roman · Juan Manuel Sánchez                                      | 1:34,53  |
| K-2 1000 m   | Niemcy · Kay Bluhm · Torsten Gutsche                                           | 3:21,80  | Włochy · Antonio Rossi · Daniele Scarpa                                        | 3:23,00  | Szwecja · Karl Sundqvist · Gunnar Olsson                                               | 3:23,24  |
| K-2 10 000 m | Węgry · Zsombor Borhi · Attila Ábrahám                                         | 38:43,34 | Szwecja · Karl Sundqvist · Gunnar Olsson                                       | 38:43,98 | Norwegia · Torgeir Toppe · Peter Ribe                                                  | 38:49,70 |
| K-4 500 m    | Rosja · Wiktor Denisow · Anatolij Tiszczenko · Aleksandr Iwanik · Oleg Gorobij | 1:24,80  | Niemcy · Thomas Reineck · Oliver Kegel · André Wohllebe · Mario von Appen      | 1:24,83  | Węgry · Zsolt Gyulay · Vince Fehérvári · Gábor Horváth · Attila Ábrahám                | 1:25,49  |
| K-4 1000 m   | Niemcy · Thomas Reineck · Oliver Kegel · André Wohllebe · Mario von Appen      | 3:04,80  | Węgry · Zsolt Gyulay · Zsombor Borhi · Gábor Horváth · Attila Ábrahám          | 3:05,11  | Rosja · Wiktor Denisow · Anatolij Tiszczenko · Aleksandr Iwanik · Oleg Gorobij         | 3:07,14  |
| K-4 10 000 m | Niemcy · Thomas Reineck · Oliver Kegel · André Wohllebe · Mario von Appen      | 35:23,38 | Polska · Andrzej Gryczko · Piotr Markiewicz · Maciej Freimut · Grzegorz Kaleta | 35:28,50 | Rosja · Siergiej Wierlin · Władimir Bobrieszow · Gieorgij Cybulnikow · Siergiej Gałkow | 35:33,75 |

### Kobiety

#### Kajaki
| Konkurencja: | Złoto:                                                                   | Rezultat | Srebro:                                                                       | Rezultat | Brąz:                                                            | Rezultat |
| K-1 500 m    | Birgit Schmidt                                                           | 1:53,00  | Anna Olsson                                                                   | 1:54,08  | Caroline Brunet                                                  | 1:54,72  |
| K-1 5000 m   | Susanne Gunnarsson                                                       | 22:39,76 | Rita Kőbán                                                                    | 22:40,63 | Birgit Schmidt                                                   | 22:42,91 |
| K-2 500 m    | Szwecja · Anna Olsson · Agneta Andersson                                 | 1:48,56  | Węgry · Kinga Czigány · Szilvia Mednyánszky                                   | 1:48,59  | Niemcy · Ramona Portwich · Anett Schuck                          | 1:49,56  |
| K-2 5000 m   | Niemcy · Ramona Portwich · Anett Schuck                                  | 21:33,51 | Węgry · Éva Dónusz · Erika Mészáros                                           | 21:33,73 | Rumunia · Carmen Simion · Sanda Toma                             | 21:40,32 |
| K-4 500 m    | Niemcy · Birgit Schmidt · Ramona Portwich · Anett Schuck · Daniela Gleue | 1:37,99  | Szwecja · Agneta Andersson · Anna Olsson · Maria Haglund · Susanne Rosenqvist | 1:38,16  | Węgry · Kinga Czigány · Éva Dónusz · Erika Mészáros · Rita Kőbán | 1:39,84  |

## Klasyfikacja medalowa
| Miejsce | Państwo         | Złoto | Srebro | Brąz | Razem |
| ------- | --------------- | ----- | ------ | ---- | ----- |
| 1       | Niemcy          | 7     | 1      | 6    | 14    |
| 2       | Węgry           | 5     | 5      | 2    | 12    |
| 3       | Dania           | 3     | 2      | 0    | 5     |
| 4       | Szwecja         | 2     | 3      | 2    | 6     |
| 5       | Rosja           | 1     | 2      | 2    | 5     |
| 6       | Norwegia        | 1     | 1      | 1    | 3     |
| 7       | Bułgaria        | 1     | 0      | 0    | 1     |
| 7       | Finlandia       | 1     | 0      | 0    | 1     |
| 7       | Łotwa           | 1     | 0      | 0    | 1     |
| 10      | Polska          | 0     | 2      | 0    | 2     |
| 11      | Kanada          | 0     | 1      | 2    | 3     |
| 11      | Rumunia         | 0     | 1      | 2    | 3     |
| 13      | Czechy          | 0     | 1      | 1    | 2     |
| 14      | Francja         | 0     | 1      | 0    | 1     |
| 14      | Wielka Brytania | 0     | 1      | 0    | 1     |
| 14      | Włochy          | 0     | 1      | 0    | 1     |
| 17      | Ukraina         | 0     | 0      | 2    | 2     |
| 18      | Australia       | 0     | 0      | 1    | 1     |
| 18      | Hiszpania       | 0     | 0      | 1    | 1     |
| 18      | Słowacja        | 0     | 0      | 1    | 1     |
|         | Razem           | 22    | 22     | 22   | 66    |